# مذكرات بانيتا (كتاب)
مذكرات بانيتا هو كتاب لوزير الدفاع الأمريكي السابق ليون إدوارد بانيتا في إدارة الرئيس الأمريكي بيل كلنتون صدر في عام 2014 بعنوان "معارك ساحقة"، وهي مذكرات القيادة في الحرب والسلام  لتسلط الضوء على مشوار طويل أمضاه بانيتا في العمل السياسي، حيث تقلد خلالها مناصب متعددة كان أهمها توليه وزارة الدفاع، ثم ترأسه وكالة الاستخبارات المركزية. وعلى مدى تلك السنوات خاض في صراعات مع الخصوم السياسيين دون تردد ليعكس بذلك جانباً مهماً من شخصية بانيتا الذي لم يكن يتهيب الصراعات، أو التصدي للمنتقدين.